# FK Inter Bratislava
Maillots
Le FK Inter Bratislava est un club slovaque de football basé à Bratislava. Il appartient au club omnisports de l'AŠK Inter Bratislava

## Historique
- 1940 : fondation du club sous le nom de SK Apollo Bratislava
- 1945 : le club est renommé TKNB Bratislava
- 1948 : le club est renommé Sokol SNB Bratislava
- 1952 : le club est renommé TJ Cervena hviezda Bratislava
- 1959 : 1re participation à une Coupe d'Europe (C1, saison 1959/60)
- 1962 : fusion avec le TJ Iskra Slovnaft Bratislava en TJ Slovnaft Bratislava
- 1965 : le club est renommé TJ Internacional Slovnaft Bratislava
- 1986 : fusion avec le TJ ZTS Petrzalka en TJ Internacional Slovnaft ZTS Bratislava
- 1991 : le club est renommé ASK Inter Slovnaft Bratislava
- 2004 : le club est renommé FK Inter Bratislava

## Bilan sportif

### Palmarès
- Championnat de Slovaquie
  - Champion : 2000, 2001

- Coupe de Slovaquie
  - Vainqueur : 1995, 2000, 2001

- Supercoupe de Slovaquie
  - Vainqueur : 1995

- Championnat de Tchécoslovaquie
  - Champion : 1959
  - Vice-champion : 1975, 1977

- Coupe de Tchécoslovaquie
  - Finaliste : 1984, 1988, 1990

- International football cup
  - Vainqueur : 1963, 1964.
  - Finaliste : 1967.

### Bilan saison par saison

#### Championnat de Tchécoslovaquie: de 1946 à 1993
| Saison    | Place | Equipe                                   | Points | Participations D1 | Division   |
| --------- | ----- | ---------------------------------------- | ------ | ----------------- | ---------- |
| 1988-1989 | 3e    | TJ Internacional Slovnaft ZTS Bratislava | -      | 34e participation | Division 1 |
| 1989-1990 | 3e    | TJ Internacional Slovnaft ZTS Bratislava | -      | 35e participation | Division 1 |
| 1990-1991 | 7e    | TJ Internacional Slovnaft ZTS Bratislava | -      | 36e participation | Division 1 |
| 1991-1992 | 6e    | ASK Inter Slovnaft Bratislava            | 30     | 37e participation | Division 1 |
| 1992-1993 | 7e    | ASK Inter Slovnaft Bratislava            | 31     | 38e participation | Division 1 |

#### Championnat de Slovaquie: depuis 1993
| Saison    | Place | Equipe                        | Points | Participations D1 | Division   |
| --------- | ----- | ----------------------------- | ------ | ----------------- | ---------- |
| 1993-1994 | 2e    | ASK Inter Slovnaft Bratislava | 30     | 1re participation | Division 1 |
| 1994-1995 | 3e    | ASK Inter Slovnaft Bratislava | 30     | 2e participation  | Division 1 |
| 1995-1996 | 9e    | ASK Inter Slovnaft Bratislava | 23     | 3e participation  | Division 1 |
| 1996-1997 | 4e    | ASK Inter Slovnaft Bratislava | 48     | 4e participation  | Division 1 |
| 1997-1998 | 3e    | ASK Inter Slovnaft Bratislava | 60     | 5e participation  | Division 1 |
| 1998-1999 | 2e    | ASK Inter Slovnaft Bratislava | 68     | 6e participation  | Division 1 |
| 1999-2000 | 1er   | ASK Inter Slovnaft Bratislava | 70     | 7e participation  | Division 1 |
| 2000-2001 | 1er   | ASK Inter Slovnaft Bratislava | 80     | 8e participation  | Division 1 |
| 2001-2002 | 3e    | ASK Inter Slovnaft Bratislava | 56     | 9e participation  | Division 1 |
| 2002-2003 | 6e    | ASK Inter Slovnaft Bratislava | 43     | 10e participation | Division 1 |
| 2003-2004 | 7e    | ASK Inter Slovnaft Bratislava | 45     | 11e participation | Division 1 |
| 2004-2005 | 9e    | FK Inter Bratislava           | 38     | 12e participation | Division 1 |
| 2005-2006 | 9e    | FK Inter Bratislava           | 30     | 13e participation | Division 1 |
| 2006-2007 |       | FK Inter Bratislava           |        | 14e participation | Division 1 |
| 2019-2020 |       | FK Inter Bratislava           |        |                   | Division 3 |
| 2020-2021 |       | FK Inter Bratislava           |        |                   | Division 3 |
| 2021-2022 |       | FK Inter Bratislava           |        |                   | Division 3 |
| 2022-2023 |       | FK Inter Bratislava           |        |                   | Division 3 |
| 2023-2024 |       | FK Inter Bratislava           |        |                   | Division 4 |

|  | Champion |  | Reléguée |

### Bilan européen
Légende
- Victoire ou qualification pour le tour suivant
- Match nul
- Défaite ou élimination de la compétition

Note : dans les résultats ci-dessous, le score du club est toujours donné en premier.
| Saison    | Compétition               | Tour                | Club                | Domicile | Extérieur | Total  |
| --------- | ------------------------- | ------------------- | ------------------- | -------- | --------- | ------ |
| 1959-1960 | Coupe des clubs champions | Tour préliminaire   | FC Porto            | 2 - 0    | 2 - 1     | 4 - 1  |
| 1959-1960 | Coupe des clubs champions | Seizièmes de finale | Rangers FC          | 1 - 1    | 3 - 4     | 4 - 5  |
| 1975-1976 | Coupe UEFA                | Premier tour        | Real Saragosse      | 5 - 0    | 3 - 2     | 8 - 2  |
| 1975-1976 | Coupe UEFA                | Seizièmes de finale | AEK Athènes         | 2 - 0    | 1 - 3     | 3E - 3 |
| 1975-1976 | Coupe UEFA                | Huitièmes de finale | Stal Mielec         | 1 - 0    | 0 - 2     | 1 - 2  |
| 1977-1978 | Coupe UEFA                | Premier tour        | Rapid Vienne        | 0 - 1    | 3 - 0     | 3 - 1  |
| 1977-1978 | Coupe UEFA                | Seizièmes de finale | Grasshoppers Zurich | 1 - 0    | 1 - 5     | 2 - 5  |
| 1983-1984 | Coupe UEFA                | Premier tour        | Rabat Ajax          | 10 - 0   | 6 - 0     | 16 - 0 |
| 1983-1984 | Coupe UEFA                | Seizièmes de finale | Radnički Niš        | 1 - 0    | 1 - 5     | 2 - 5  |
| 1984-1985 | Coupe des coupes          | Seizièmes de finale | FC Kuusysi (en)     | 2 - 1    | 0 - 0     | 2 - 1  |
| 1984-1985 | Coupe des coupes          | Huitièmes de finale | Everton FC          | 0 - 1    | 0 - 3     | 0 - 4  |
| 1988-1989 | Coupe des coupes          | Seizièmes de finale | CSKA Sofia          | 2 - 3    | 0 - 5     | 2 - 8  |
| 1990-1991 | Coupe UEFA                | Premier tour        | Avenir Beggen       | 10 - 0   | 6 - 0     | 16 - 0 |
| 1990-1991 | Coupe UEFA                | Seizièmes de finale | FC Cologne          | 0 - 2    | 1 - 0     | 1 - 2  |
| 1994-1995 | Coupe UEFA                | Tour préliminaire   | MyPa                | 0 - 3    | 1 - 0     | 1 - 3  |
| 1995-1996 | Coupe des coupes          | Tour préliminaire   | Valletta FC         | 5 - 2    | 0 - 0     | 5 - 2  |
| 1995-1996 | Coupe des coupes          | Seizièmes de finale | Real Saragosse      | 0 - 2    | 1 - 3     | 1 - 5  |
| 1998-1999 | Coupe UEFA                | Premier tour Q      | KF Tirana           | 2 - 0    | 2 - 0     | 4 - 0  |
| 1998-1999 | Coupe UEFA                | Deuxième tour Q     | Slavia Prague       | 2 - 0    | 0 - 4     | 2 - 4  |
| 1999-2000 | Coupe UEFA                | Tour préliminaire   | Bylis Ballsh        | 3 - 1    | 2 - 0     | 5 - 1  |
| 1999-2000 | Coupe UEFA                | Premier tour        | Rapid Vienne        | 1 - 0    | 2 - 1     | 3 - 1  |
| 1999-2000 | Coupe UEFA                | Deuxième tour       | FC Nantes           | 0 - 3    | 0 - 4     | 0 - 7  |
| 2000-2001 | Ligue des champions       | Deuxième tour Q     | FC Haka             | 1 - 0 ap | 0 - 0     | 1 - 0  |
| 2000-2001 | Ligue des champions       | Troisième tour Q    | Olympique lyonnais  | 1 - 2    | 1 - 2     | 2 - 4  |
| 2000-2001 | Coupe UEFA                | Premier tour        | Roda JC Kerkrade    | 2 - 1    | 2 - 0     | 4 - 1  |
| 2000-2001 | Coupe UEFA                | Deuxième tour       | Lokomotiv Moscou    | 1 - 2    | 0 - 1     | 1 - 3  |
| 2001-2002 | Ligue des champions       | Deuxième tour Q     | Slavia Mazyr        | 1 - 0    | 1 - 0     | 2 - 0  |
| 2001-2002 | Ligue des champions       | Troisième tour Q    | Rosenborg BK        | 3 - 3    | 0 - 4     | 3 - 7  |
| 2001-2002 | Coupe UEFA                | Premier tour        | Litex Lovetch       | 1 - 0    | 0 - 3     | 1 - 3  |

## Stade

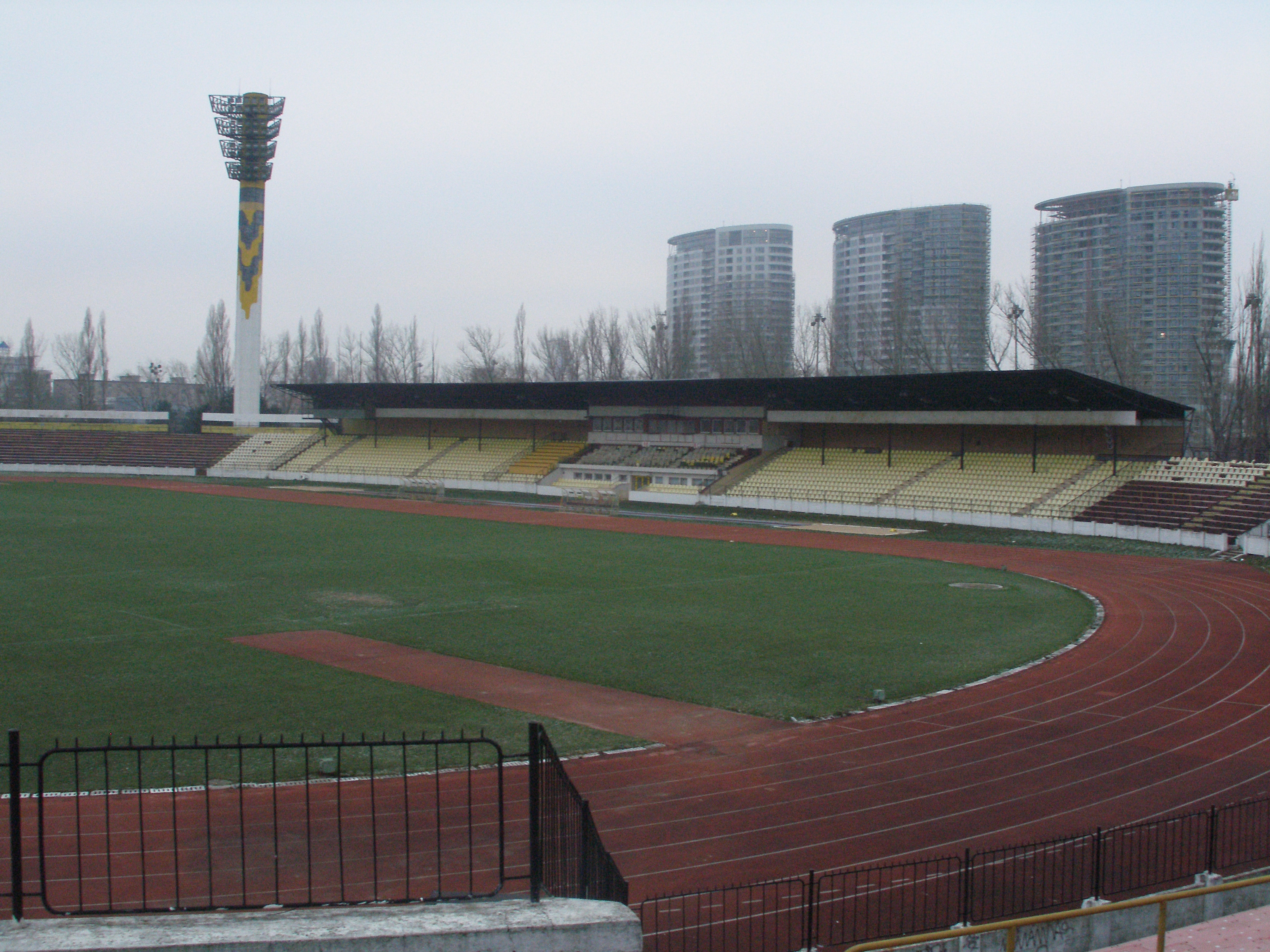
Le stade Pasienky à Bratislava

L'Inter Bratislava a longtemps évolué au stade Pasienky, qui est un stade polyvalent à Bratislava principalement utilisé pour les matchs de football et épouvant habriter 13 295 personnes.
Depuis la saison 2014/2015, le terrain du FK Inter Bratislava est le Štadión ŠKP Inter Dúbravka. 

En 2015/2016, l'équipe masculine est revenue au stade Drieňová ulica et les équipes de jeunes sont restées au stade ŠKP Inter Dúbravka. À l'automne de la saison 2016/2017, l'Inter jouait des matchs à domicile dans le stade de Petržalka dans la rue Marie Curie-Skłodowska (stade du FC Petrakaalka akadémia), mais au printemps 2017, l'équipe a déménagé dans la ville de Stupava, où les propriétaires ont créé le centre de formation de l'Inter. Les plans futurs sont de retourner à Bratislava, Stupava servant alors de centre de formation.

Actuellement, l'Inter évolue à nouveau  au stade Pasienky, pour répondre aux exigences de la division 3.

## Anciens joueurs
| Joueur            | Position  | Dernier club        | dernière Année en club | Nationalité sportive      |
| Kamil Susko       | Gardien   | Spartak Trnava      | 2006-????              | Slovaquie                 |
| Ladislav Molnar   | Gardien   | 1.FC Kosice         | 1998-1999              | Slovaquie                 |
| Miroslav Hyll     | Gardien   | Bargh Chiraz        | 2006-????              | Slovaquie                 |
| Ivan Trabalik     | Gardien   | FK Inter Bratislava | 2003-2004              | Slovaquie                 |
| Marek Cech        | Défenseur | FC Porto            | 2006-????              | Slovaquie                 |
| Marian Čišovský   | Défenseur | Artmedia Bratislava | 2006-????              | Slovaquie                 |
| Marian Suchancok  | Défenseur | Kapfenberger SV     | 2003-2004              | Slovaquie                 |
| Roman Kratochvil  | Défenseur | Denizlispor         | 2006-????              | Slovaquie                 |
| Zsolt Hornyak     | Défenseur | FC Hlucin           | 2006-????              | Slovaquie                 |
| Marian Dirnbach   | Défenseur | FK Inter Bratislava | 2006-????              | Slovaquie                 |
| Attila Pinte      | Milieu    | FC Rimavska Sobota  | 2005-2006              | Slovaquie                 |
| Jozef Valachovic  | Milieu    | Rapid Vienne        | 2006-????              | Slovaquie                 |
| Miroslav Drobnjak | Milieu    | Dyskobolia          | 2004-2004              | Slovaquie                 |
| Peter Mraz        | Milieu    | FK Inter Bratislava | 2005-2006              | Slovaquie                 |
| Peter Nemeth      | Milieu    | Siegen              | 2006-????              | Slovaquie                 |
| Rolf Landerl      | Milieu    | Grazer AK           | 2006-????              | Autriche                  |
| Vladimír Weiss    | Milieu    | Artmedia Bratislava | 1999-2000              | Slovaquie                 |
| Vratislav Gresko  | Milieu    | FC Nuremberg        | 2006-????              | Slovaquie                 |
| Urban Rudolf      | Milieu    | FK Inter Bratislava | 2006-????              | Slovaquie                 |
| Andrej Porazik    | Attaquant | MŠK Žilina          | 2006-????              | Slovaquie                 |
| Juraj Czinege     | Attaquant | AS Trenčín          | 2006-????              | Slovaquie                 |
| Lubomir Luhovy    | Attaquant | Artmedia Bratislava | 2000-2001              | Slovaquie                 |
| Peter Babnic      | Attaquant | MFK Ružomberok      | 2006-????              | Slovaquie                 |
| Marek Krejci      | Attaquant | Wacker Burghausen   | 2006-????              | Slovaquie                 |
| Vladimir Kozuch   | Attaquant | Spartak Trnava      | 2006-????              | Slovaquie                 |
| Szilard Nemeth    | Attaquant | Aix-la-Chapelle     | 2006-????              | Slovaquie                 |
| Alias Lembakoali  | Attaquant | SC Parndorf         | 2006-????              | République centrafricaine |
| Filip Sebo        | Attaquant | Glasgow Rangers     | 2006-????              | Slovaquie                 |
| Juraj Halenár     | Attaquant | Artmedia Bratislava | 2006-????              | Slovaquie                 |

## Logos du club

Logo no 1
Logo no 2
Logo no 3
Logo no 4
Logo no 5